# Zurag mongol
El zurag mongol (en mongol: Mонгол зураг, Pintura mongola) es un estilo de pintura en el arte de Mongolia. Desarrollado a comienzos del siglo XX, el zurag se caracteriza por la representación de temas nacionalistas seculares con una pintura mineral tradicional sobre algodón similar al thangka tibetano. De este modo se diferencia tanto del tradicional arte budista como del realismo socialista impulsado durante el período de la República Popular de Mongolia.
El estilo fue iniciado a raíz de la Revolución de 1921 por artistas como Balduugiin Sharav, cuya obra "One Day in Mongolia" (en español: Un día en Mongolia) es aun una de las obras más célebres del arte mongol. Las pinturas zurag mostrando escenas de la vida diaria, ya fuera de las contemporáneas granjas colectivas o de los asentamientos nómadas de pastores tradicionales, se volvieron populares en las décadas de 1950 y 1960 a raíz del éxito de Ürjingiin Yadamsüren con The Old Fiddler. Las representaciones históricas de la Revolución de 1921 así como la de grandes figuras nacionales anteriores fueron también populares, mientras que los temas abiertamente religiosos fueron desalentados por el estado. Desde la Revolución democrática de 1990 ha habido un resurgimiento del interés por este estilo. Las pinturas zurag recientes han mostrado escenas nacionalistas extraídas de la Historia secreta de los mongoles y de la vida de Gengis Kan, así como imaginería abiertamente religiosa inspirada por creencias chamánicas prebudistas. También estas últimas obras han tendido a un mayor simbolismo alejándose de la mera representación.
A través de su historia, la estilo zurag ha abarcado una amplia gama de estilos visuales. Sombreado plano, de colores brillantes de la tradición budista se utiliza junto al estilo europeo del realismo y de la perspectiva geométrica. Incluso algunos artistas zurag han optado por las convenciones iconográficas budistas para temas puramente seculares. Otgonbayar Ershuu es un importante pintor zurag actual, que fue retratado en la película "zurag" de Tobias Wulff.